# سنگ‌چشم آفریقایی پشت‌خاکستری
سنگ‌چشم آفریقایی پشت‌خاکستری با نام علمی Lanius excubitoroides پرنده‌ای از راستهٔ گنجشک‌سانان و از تیرهٔ سنگ‌چشمیان آفریقایی است که در اتیوپی، اوگاندا، بروندی، تانزانیا، جمهوری آفریقای مرکزی، جمهوری دموکراتیک کنگو، چاد، رواندا، سودان، کامرون، کنیا، مالی، موریتانی و نیجریه یافت می‌شود. زیستگاه طبیعی این پرنده ساواناهای خشک یا علفزارهای خشک گرمسیری و نیمه‌گرمسیری است.
سنگ‌چشم آفریقایی پشت‌خاکستری پرنده‌ای بزرگ‌جثه و اجتماعی است و اغلب به‌صورت جفت‌جفت یا در دسته‌های کوچک بر روی کندهٔ درختان، شاخه‌ها یا سیم‌های برق می‌توان آنها را مشاهده نمود که مشغول بال‌بال زدن، دم تکان دادن و سروصدا کردن هستند.